# الطاقة الشمسية في اليمن
الطاقة الشمسية في اليمن تتضمن محطة طاقة كهرضوئية بقدر 3 كيلو وات مع بطاريات يجري تطويرها في مدينة عدن.
بحيث قامت إحدى الشركات التي بدأها الطلاب كمشروع بتطوير مراوح ومصابيح شمسية يمكنها أن توفر الإضاءة لمدة 6 إلى 12 ساعة.
اُقترح مشروع تحليل المياه لتوفير المياه العذبة في صنعاء. بحيث ستنتج محطة طاقة شمسية مركزة 10،000 كيلوواط ساعة/سنة، وسيستخدم ثلثها تقريبًا في تحليل المياه، وسيستخدم باقي الماء في الضخ. السائل العامل سيكون ماء البحر.

## أزمة الطاقة
مع بداية الحرب الأهلية في اليمن، وجدت الألواح الشمسية انتشار في البلاد بسرعة كبيرة. في 23 مارس 2015، تعرضت صنعاء لانقطاع التيار الكهربائي بشكل نهائي. حيث إنه خرجت محطة كهرباء مأرب التي تزود المدن اليمنية بالطاقة عن الخدمة. نتيجة لذلك، ازدهرت صناعة المولدات لبعض الوقت. ومع ذلك، نظرًا للظروف غير المستقرة في اليمن، لم يتم ضمان استمرار عمل المولدات في جميع الأوقات بسبب ارتفاع أسعار الوقود ونقص الوقود وعدم توفر الوقود في الأوقات الأخرى. وهكذا ترك اليمنيون مع خيار الطاقة الشمسية. 